# Patelloa tincta
Patelloa tincta là một loài ruồi trong họ Tachinidae.